# George Fergusson Wilson
George Fergusson Wilson (* 25. März 1822 in Wandsworth, Surrey; † 28. März 1902 in Weybridge Heath, Weybridge) war ein englischer Industrieller, Industriechemiker und Pflanzenzüchter.

## Leben
Wilson war das sechste von 13 Kindern des Händlers, Kerzenfabrikanten und Plantagenbesitzers William Wilson (1772–1860) und der Schottin Margaret Nimmo Dickson. Er besuchte die Schule in Wandsworth und arbeitete zunächst bei einem Notar, bevor er 1840 in die Firma seines Vaters in Battersea eintrat. Er erwarb dort zahlreiche Patente und arbeitete über die Chemie der Fette, wodurch er die Qualität der Produkte verbessern konnte. Als ihm 1854 die Synthese von reinem Glyzerin gelang, gründete die Familie eine neue Fabrik in Bromborough Pool bei Liverpool, wo die Kokosfette für die Produktion angelandet wurden. Wilson trat in Kontakt mit dem Botaniker William Jackson Hooker, Direktor des Botanischen Gartens in Kew, um weitere Pflanzen zu identifizieren, die als Fettlieferanten dienen konnten. 1857 gelang es jedoch, aus Petroleum Paraffin herzustellen, das noch heute bei der Kerzenherstellung Verwendung findet, womit auf pflanzliche Rohstoffe verzichtet werden konnte.
1862 heiratete Wilson Ellen Barchard, die Tochter eines Händlers aus Wandsworth. Der Ehe entsprossen drei Kinder. Im folgenden Jahr ließ er sich pensionieren, zog in das Gishurst Cottage in Weybridge und widmete sich dort vor allem der Gärtnerei. Er blieb jedoch weiter Direktor und wissenschaftlicher Berater der Firma Price’s Candles. In Heatherbank auf der Weybridge Heath in Surrey, legte er seine ersten Versuchsgärten an. 1878 erwarb er das Gut Oakwood bei Wisley, wo er einen wesentlich größeren Versuchsgarten (Royal Horticultural Society’s Garden, Wisley) anlegte, in dem er sich bemühte, seltene und exotische Pflanzen heimisch zu machen. Er pflanzte ca. 22000 Pflanzen. Er tat sich daneben als Lilienzüchter hervor, kultivierte aber auch Enzian, japanische Sumpfschwertlilie und Primeln und war an Wasserpflanzen interessiert.
Wilsons botanisches Namenskürzel ist G.F.Wilson. Er verfasste eine Beschreibung der Kleinen Zwerg-Schwertlilie (Iris histrioides) als Iridodictyum histrioides.

## Mitgliedschaften und Ehrungen
- Society of Arts 1845, Schatzmeister 1861–1863
- 1855 Royal Society
- 1855 Chemical Society
- 1875 Linnean Society
- Royal Horticultural Society, Vizepräsident
- 1867–1883: 25 erste Preise für ausgestellte Lilien
- 1897 Victoria-Medaille der RHS